# Syndipnus rubiginosus
Syndipnus rubiginosus är en stekelart som beskrevs av Walley 1940. Syndipnus rubiginosus ingår i släktet Syndipnus och familjen brokparasitsteklar. Inga underarter finns listade i Catalogue of Life.